# Шастри, Трилочан
Трилочан Шастри при рождении Васудев Сингх (хинди त्रिलोचन शास्त्री; 20 августа 1917, Султанат, Уттар-Прадеш, Британская Индия — 9 декабря 2007, Нью-Дели) — индийский поэт, прозаик, литературный критик, журналист, редактор. Наряду с Нагарджуном и Шамшером Бахадуром Сингхом считается одним из важнейших представителей прогрессивной современной поэзии хинди.

## Биография
Окончил Бенаресский индуистский университет, где получил степень магистра по английской филологии и степень по санскриту в Лахоре.
Помимо хинди, считался знатоком арабского и персидского языков. Занимался журналистикой, редактировал такие журналы, как «Прабхакар», «Ванар», «Ханс», «Аадж» и «Самадж».
С 1995 по 2001 год был национальным президентом движения Jan Sanskriti Manch. Участвовал в создании многих словарей на хинди и урду. Известен как мастер сонетов на хинди.
Считается одним из зачинателей «хинди сонетов». Сформировал этот поэтический жанр поэзии в индийской литературе, создал около 550 сонетов. Помимо этого, обогатил литературу на хинди рассказами, песнями, газелями, литературной критикой.
Его первый поэтический сборник «Дхарти» был опубликован в 1945 году, за ним последовали известные поэтические сборники «Гулаб Аур Бюльбюль», «Ус Джанпад Ка Кави Хун» и «Таап Ке Тайе Хюэ Дин».
Т. Шастри — автор 17 поэтических сборников.

## Избранные произведения
Сборники стихов
- धरती(1945),
- गुलाब और बुलबुल(1956),
- दिगंत(1957),
- ताप के ताए हुए दिन(1980),
- शब्द(1980),
- उस जनपद का कवि हूँ (1981)
- अरधान (1984),
- तुम्हें सौंपता हूँ(1985),
- मेरा घर,
- चैती,
- अनकहनी भी कुछ कहनी है,
- जीने की कला(2004)
- मुक्तिबोध की कविताएँ

Сборники рассказов
- देशकाल

Дневники
- दैनंदिनी

## Награды
- В 1982 году награждён премией «Sahitya Akademi Award».
- Удостоен литературной премии Sahitya Akademi (Академии Сахитья) в 1989-1990 годах .
- Также был удостоен таких титулов, как «Шастри» и «Сахитья Ратна» за выдающийся вклад в литературу на хинди.